# Kisbér
Kisbér is een plaats (város) en gemeente in het Hongaarse comitaat Komárom-Esztergom. Kisbér is de hoofdstad van de district Kisbér en telt 5626 inwoners (2007).

## Afbeeldingen

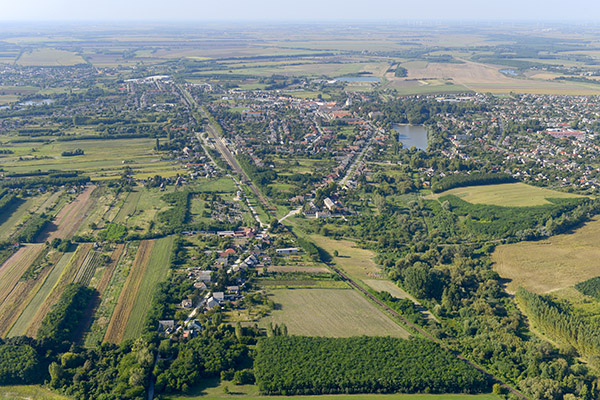
Luchtfoto van Kisbér
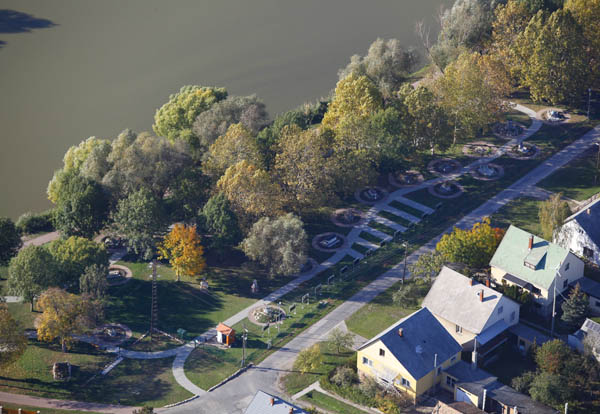
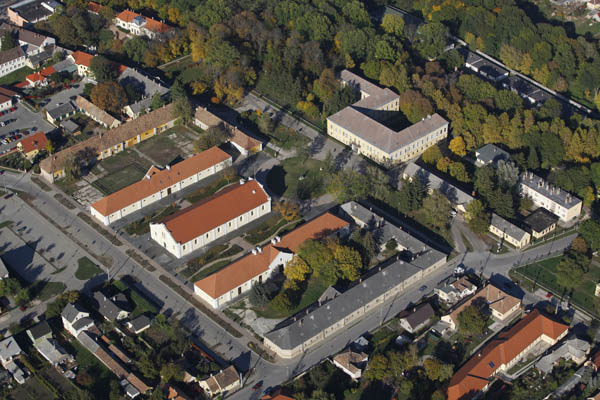
Het kasteel van Batthyany en het paardrijden in Kisbér
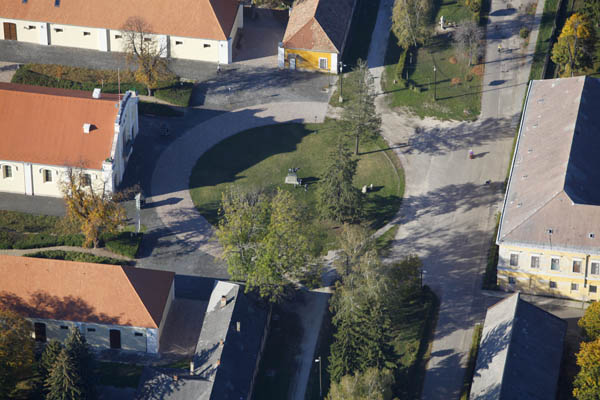
Het Kincsem-standbeeld in Kisbér
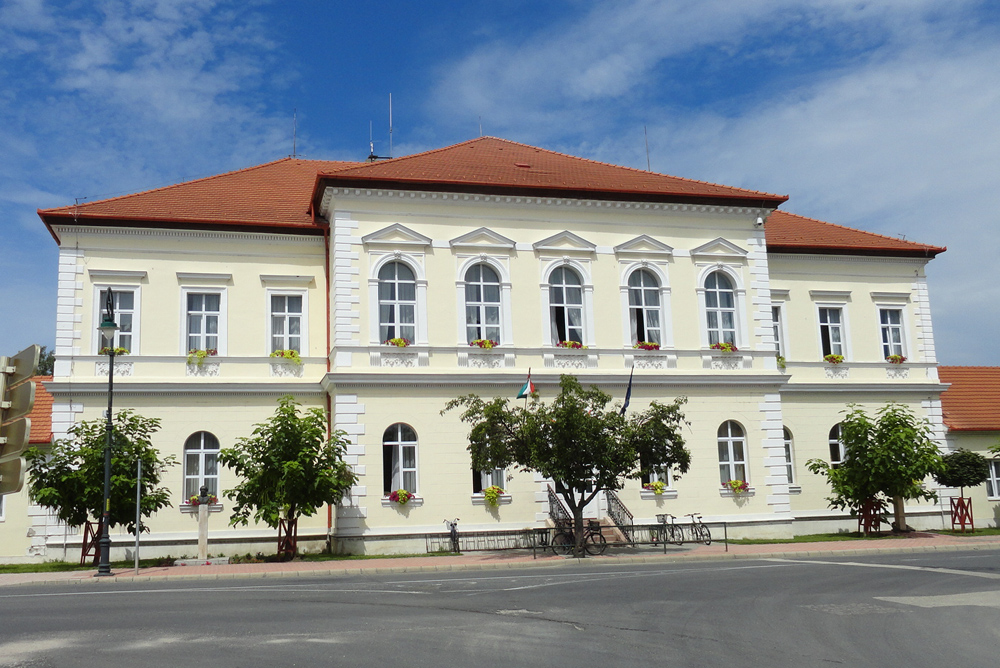
Burgemeester-kantoor
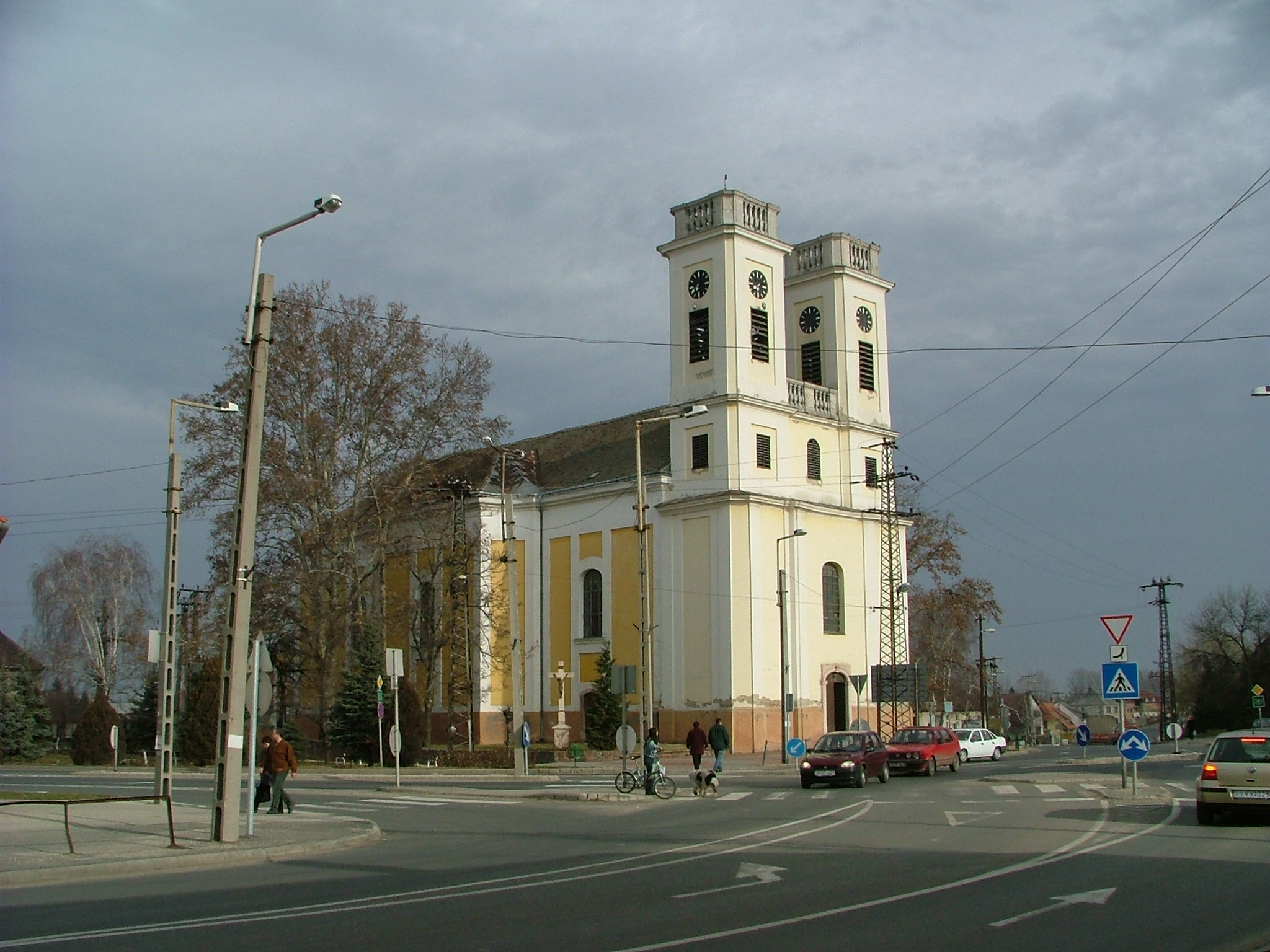
Katholieke kerk
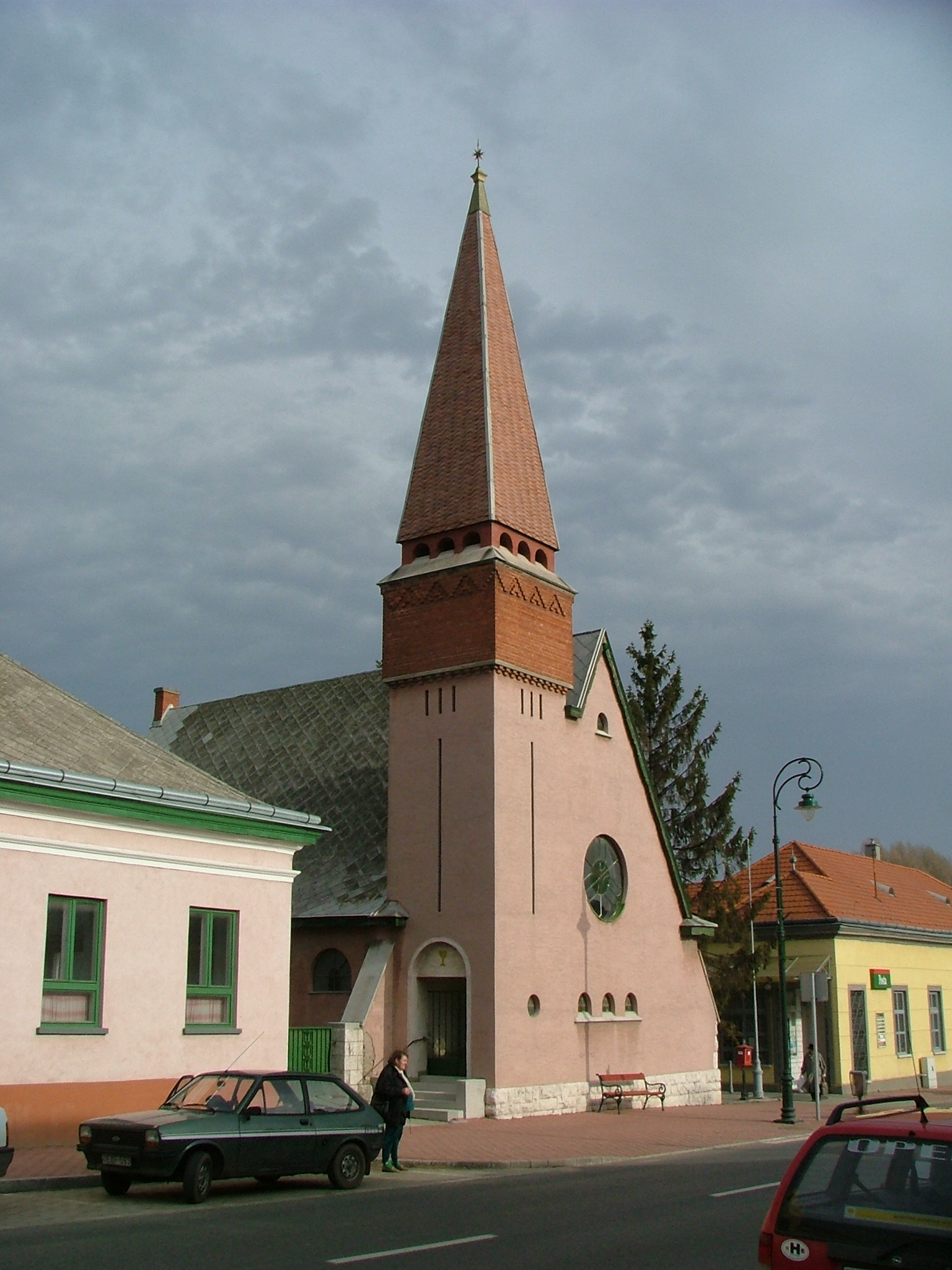
Gereformeerde kerk